# Juan Bautista Antonelli

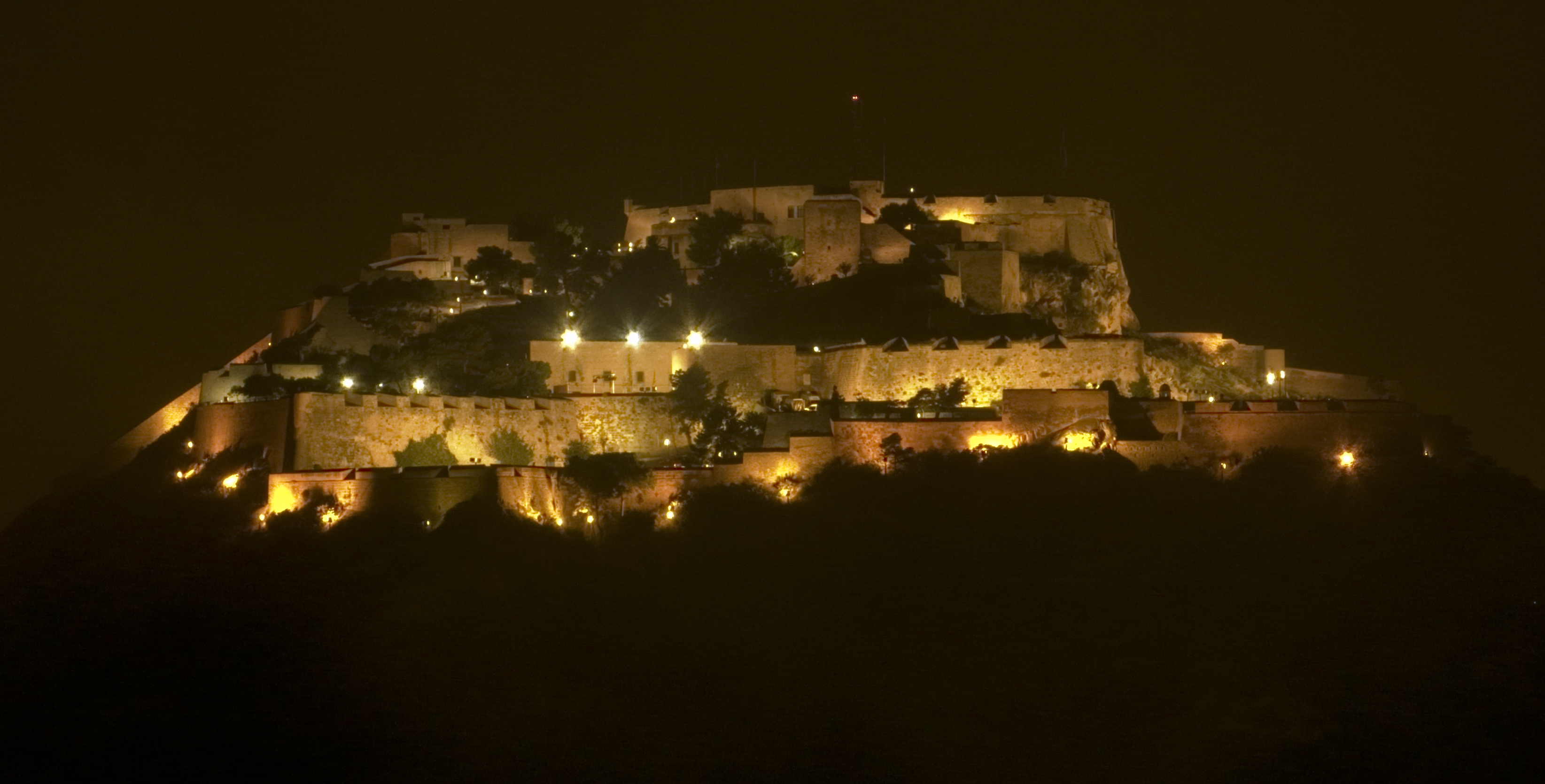
Castillo de Santa Bárbara en Alicante.

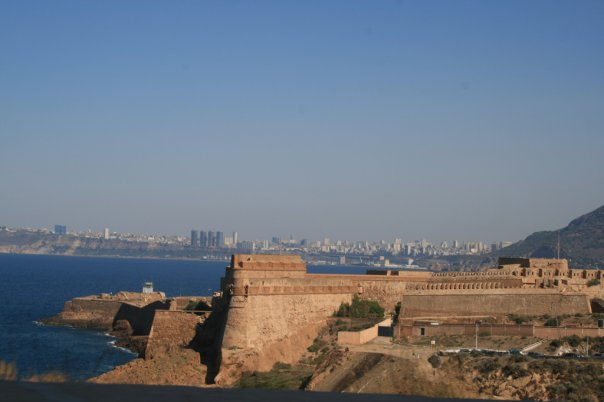
Fuerte de Mazalquivir (Argelia).

Juan Bautista Antonelli (Giovanni Battista Antonelli) fue un ingeniero militar italiano. Nació en Gatteo de Romagna, en 1527 y murió en Toledo en 1588. 
Diseñó y construyó importantes baluartes y fuertes militares en Europa para la Corona Española durante la segunda mitad del siglo XVI.
En 1568, el rey Felipe II encomienda a Vespasiano I Gonzaga, quien se hace acompañar de Antonelli, la inspección y proyecto de construcción de las fortificaciones del puerto de la ciudad de Cartagena, la costa del Reino de Valencia y las plazas fuertes africanas de Orán y Mazalquivir. 
Dentro de este proyecto de fortificación de la costa española y africana, se construyen una serie de torres de vigilancia costera en las costas de Murcia y el Reino de Valencia y se acomete la reconstrucción del castillo de Santa Bárbara en Alicante (España) en 1562, la construcción del castillo de Benidorm y la torre vigía de Santa Faz en Alicante en 1575, las murallas que protegen Peñíscola (Castellón) del acceso terrestre (1578), y la presa del embalse de Tibi (Alicante) en 1580. 
A partir de 1580 se dedica al estudio de la navegabilidad del río Tajo entre Lisboa y Toledo, en particular en las aguas arriba de Santarén, proyecto que nunca llegó a ser una realidad (existe una novela de Ricardo Sánchez Candelas que versa sobre este proyecto titulada Sólo navegaron sus sueños).
Es importante no confundir a Juan Bautista Antonelli con su hermano menor Bautista Antonelli que realizó numerosas obras de fortificación en las provincias españolas en América ni con su sobrino de igual nombre hijo de Bautista y de María de Torres, Juan Bautista Antonelli, apodado “El Mozo” para distinguirlo de su padre.